# Carel Sirardus Willem van Hogendorp

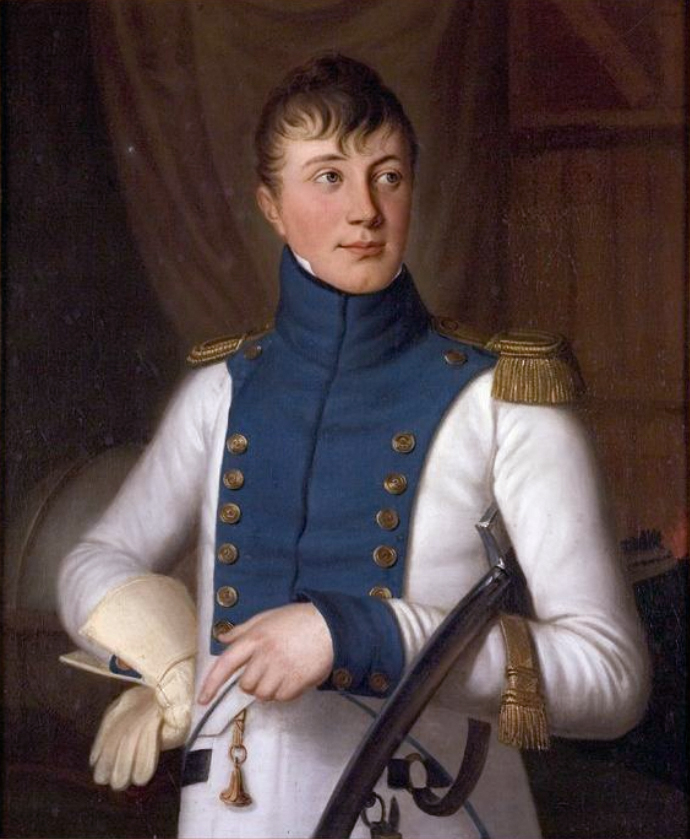
Carel Sirardus Willem graaf van Hogendorp

Carel Sirardus Willem van Hogendorp (Kasim Bazar in Murshidabad (district), (Bengalen), 15 augustus 1788 – Utrecht, 29 oktober 1856) was een telg uit het geslacht Van Hogendorp. Hij klom na een militaire carrière in onder andere het Franse keizerlijke leger snel op in de hoogste kringen van het bestuur van Nederlands-Indië.

## Jeugd
Van Hogendorp werd in 1788 in Bengalen (India) geboren als oudste zoon van Dirk van Hogendorp, die uit een invloedrijke Rotterdamse familie stamde, en de veel jongere Elisabeth Margaretha Bartlo, dochter van een Overijsselse regent. Als peuter werd Carel voor zijn scholing naar Nederland gezonden. Zijn vader was door de VOC als onderkoopman/2e resident te Patna gestationeerd. Hij was achtereenvolgend onderkoopman op het eiland Onrust (1789), resident te Japara (1791) en ten slotte gezaghebber van Java's Oosthoek (1794-1798). Nadat Van Hogendorps vader als gezaghebber van de Oosthoek (Soerabaja) wegens zijn kritiek op de behandeling van de Javanen was gearresteerd en gevankelijk was weggevoerd naar Batavia (1798), vertrok Carel naar Nederland (1799). Zijn achtergebleven moeder stierf in 1801 in Batavia. Bij aankomst in Nederland werd van Hogendorp door zijn vader naar een militaire kostschool in de voormalige Benedictijner abdij van Sorèze in Zuid-Frankrijk gestuurd.

## Militaire en diplomatieke carrière
Onder de hoede van zijn vader, die weer in ere was hersteld en snel carrière maakte in het bestuursapparaat van de Bataafse Republiek, het Bataafs Gemenebest en het Koninkrijk Holland, klom ook de jonge Van Hogendorp op in de rangen van het leger. Hij begon in de zomer van 1806 als cadet-volontair aan boord van het oorlogsschip Neptunus, en werd nog datzelfde jaar benoemd tot 2e luitenant der cavalerie door zijn vader, die intussen minister van Oorlog was geworden. In 1808 werd hij benoemd tot auditeur bij het Hollandse gezantschap in Wenen waar zijn vader ambassadeur was.
Het daaropvolgende jaar was hij, weer terug in het Koninkrijk Holland, betrokken bij de gevechten in Zeeland waar hij zich eervol onderscheidde tegen de Engelsen en werd beloond met een benoeming tot ridder in de Orde van de Unie. Nadat het Koninkrijk Holland was opgeheven en een deel was geworden van het Franse keizerrijk werd Van Hogendorp, waarschijnlijk opnieuw door bemiddeling van zijn vader die een bekende was van keizer Napoleon, in oktober 1810 benoemd tot kapitein bij de generale staf van het Franse keizerlijke leger.
In het voorjaar van 1811 werd hij ritmeester en nog datzelfde jaar trouwde hij op het keizerlijk paleis te Amsterdam (het paleis op de Dam) met Cécile Cathérine Olivier uit Rijsel. De Franse keizer zelf, op rondreis in zijn Nederlandse departementen, was als getuige aanwezig bij dit huwelijk.
Met zijn vader volgde Van Hogendorp Napoleons cavalerie naar Moskou (1812) en voor zijn steun aan het keizerlijk gezag ook in dagen van tegenspoed werd hij beloond met de decoratie van de Lelie. In de Slag bij Waterloo streden de Van Hogendorps, zowel vader als zoon, aan Franse zijde. Pas in november 1816 kreeg Carel ontslag uit het Franse leger, nadat ook de laatste resten van het bonapartisme waren opgeruimd (zijn vader hield als gouverneur de havenstad Nantes tot het allerlaatst in bonapartistische handen voor hij gedesillusioneerd in vrijwillige ballingschap naar Brazilië vertrok).

## Naar Indië
Direct bij zijn aankomst in Nederland (voorjaar 1817), werd hij, ditmaal door tussenkomst van zijn oom, de minister van Staat en vicepresident van de Raad van State, Gijsbert Karel van Hogendorp, die in tegenstelling tot zijn broer het huis van Oranje trouw was gebleven, benoemd tot ambtenaar van de 2e klasse voor de Oost-Indische Bezittingen.
In Batavia werd Van Hogendorp in 1818 door gouverneur-generaal Godert van der Capellen benoemd tot resident van Buitenzorg (en Krawang). Deze benoeming tot resident van de plaats waar zich de zomerresidentie van de gouverneur-generaal bevond - niet bepaald een der buitengewesten - lijkt bevreemdend voor een beginnend koloniaal ambtenaar, maar gezien in het licht van de carrière van Van der Capellen, die evenals Van Hogendorp tijdens de Bataafse Republiek en in het Franse bestuursapparaat in het Koninkrijk Holland een snelle loopbaan had gehad (onder meer als gouverneur van Oost-Friesland en minister van Binnenlandse zaken en Eredienst) kunnen we aannemen dat Carel en de gouverneur-generaal elkaar al van vroeger gekend hebben.
Daarnaast lijkt deze benoeming de politiek van Willem I te bevestigen om 'mannen van de daad' die hun sporen in de Franse dienst hadden verdiend (o.a. Daendels en Van der Capellen), maar die daarom in het koninkrijk binnen Europa politiek suspect waren, op verantwoordelijke posities in de overzeese bezittingen aan te stellen.
In 1823 volgde zijn bevordering tot resident van Batavia, de mooiste van alle residentsposten. In datzelfde jaar werd Van Hogendorp door de Franse regering benoemd tot ridder in het Legioen van Eer, mogelijk omdat hij na de dood van zijn vader diens titel van (Franse) graaf had geërfd. Na in 1827 eervol te zijn ontslagen vertrok hij terug naar Patria.

## Nederlandse jaren
Zijn jaren terug in Nederland sleet Carel van Hogendorp niet bepaald in zalig niets doen. Als blijk van erkentelijkheid voor zijn inzet in de Oost werd hij in 1830 ook in de Nederlandse adelstand verheven (evenals in de Franse met de titel van graaf) en in 1831 benoemd tot ridder in de Orde van de Nederlandse Leeuw. Nadat hij al in Frankrijk in de jaren na Waterloo had gewerkt aan een dichtbundel ('Essais de poesie par Charles de Hogendorp') en in Buitenzorg bezig was geweest met de 'Eerste beginselen der aardrijkskunde' ten behoeve van de opvoeding van zijn kinderen, schreef hij een boek over de economische en politieke toestand in Nederlands-Indië, eerst in het Frans (Coup d'oeil sur l'île de Java et les autres possessions nèerlandaises dans l'archipel des Indes, De Mat - Bruxelles 1830), en daarna in bewerkte vorm in het Nederlands (Iets over de handel op Nederlandsch Indië en de Nederlandsche Handel Maatschappij', uitgegeven in 1833\35).
In 1833 verscheen van zijn hand Tafereelen van Javaansche Zeeden, opgenomen in het blad 'de Recensent'. Mede op grond van de inzichten waarvan hij in deze commentaren op de economische toestand in Nederlands-Indië blijk gaf, werd hij in 1837 benoemd tot lid van de Raad van Nederlandsch-Indië.

## Raad van Indië
Meteen bij aankomst te Batavia werd Carel van Hogendorp benoemd tot voorzitter van de pensioenscommissie van de Raad van Nederlandsch-Indië. In het volgende jaar (1839) werd hij, als oudst aanwezig lid, waarnemend vicepresident van deze raad, het hoogste bestuurlijke adviesorgaan van de gouverneur-generaal. Deze functie heeft hij tot 1841 gehad. Vervolgens werd hij benoemd tot commandeur in de Orde van de Nederlandse Leeuw.
In juni 1840, nadat gouverneur-generaal Dominique Jacques de Eerens na een slopende ziekte was overleden en van Hogendorp al enige tijd het voorzitterschap van de Raad van Indië had waargenomen, werd hij als oudste lid benoemd tot gouverneur-generaal a.i. een functie die hij vervulde totdat de opvolger van De Eerens in januari 1841 in Batavia aankwam.
In de jaren hierna was Van Hogendorp naast vast lid van de Raad van Indië (speciaal belast met financiën, personalia, cultures en monopolies) onder andere president van de hoofdcommissie voor het onderwijs, president van het bestuur van de Indische Kerk en een aandrijver bij de ontwikkeling van industriële rijstpelmolens op Java.
Tussen de bedrijven door zag van Hogendorp ook nog gelegenheid om in 1846 een stuk in twee delen over de verovering van Bali te schrijven: Pièce de circonstance sur la conquête de Bali. In 1851, op 63-jarige leeftijd, nam Van Hogendorp ontslag als lid van de Raad van Indië, maar vertrok eerst in het begin van 1853 samen met zijn echtgenote naar Nederland.

## Laatste jaren
Toen Van Hogendorp in Nederland was teruggekeerd werd hij geridderd in de Orde van de Eikenkroon. Zijn laatste levensjaren bracht hij teruggetrokken door en hield hij zich bezig met het schrijven van zijn levensherinneringen: uit 1853 dateert Bouwstoffen van een eigen levensschets en in 1856 schreef hij Souvenirs de ma vie publique et particulière.
Van Hogendorp overleed in op 29 oktober 1856 op 68-jarige leeftijd. Zijn echtgenote, Cècile Càtherine Olivier overleed in 1865. Het echtpaar kreeg 11 kinderen.
1. Dirk Carel August (1811 - 1891)
2. Caroline Wilhelmine Marianne (1815 - 1872), getrouwd met jhr. Johannes Gerardus Bosch van Drakestein
3. Karel Louis Joseph (1816 - 1890)
4. Karel Cecil Alexander (1819 - 1854)
5. Karel Prosper (geboren en overleden in 1821)
6. Jacques Elise Charles August (geboren en overleden in 1823)
7. Cecile Jacqueline Caroline (1824 - 1886), gehuwd met John Campbell of Inverardoch
8. Carel Willem Olivier (1826 - 1913)
9. Willem Karel Lodewijk (1827 - 1884)
10. Claudine Henriette Louise(1829 - 1900), getrouwd met Thomas Hinton Campbell of Millfield
11. Leonie Susanne Charlotte 1831 - 1852), getrouwd met Frederik s'Jacob

Gouverneur-generaal van de VOC

Both · 
Gerard Reynst · 
Reael · 
Coen · 
Carpentier · 
Coen · 
Specx · 
Brouwer · 
Van Diemen · 
Van der Lijn · 
Carel Reyniersz · 
Maetsuycker · 
Rijcklof van Goens · 
Speelman · 
Camphuys · 
Van Outhoorn · 
Van Hoorn · 
Van Riebeeck · 
Van Swol · 
Zwaardecroon · 
De Haan · 
Durven · 
Van Cloon · 
Patras · 
Valckenier · 
Thedens · 
Van Imhoff · 
Mossel · 
Van der Parra · 
Van Riemsdijk · 
De Klerk · 
Alting

 

Gouverneur-generaal van staatswege

Van Overstraten · 
Siberg · 
Wiese · 
Daendels · 
(Britse interventie: Raffles en Fendall) · 
Van der Capellen · 
De Kock · 
Du Bus de Gisignies · 
Van den Bosch · 
Baud · 
De Eerens · 
Van Hogendorp · 
Merkus · 
Jan Reijnst · 
Rochussen · 
Duymaer van Twist · 
Pahud · 
Prins · 
Sloet van de Beele · 
Prins · 
Mijer · 
Loudon · 
Van Lansberge · 
s'Jacob · 
Van Rees · 
Pijnacker Hordijk · 
Van der Wijck · 
Rooseboom · 
Van Heutsz · 
Idenburg · 
Van Limburg Stirum · 
Fock · 
De Graeff · 
De Jonge · 
Tjarda van Starkenborgh Stachouwer
- Biografisch Portaal: 00064298
- Digitale Bibliotheek voor de Nederlandse Letteren: hoge003
- Gemeinsame Normdatei: 115594442
- International Standard Name Identifier: 0000 0000 8147 4275
- Library of Congress Control Number: n88100920
- Nationale bibliotheek van Australië: 35747786
- Nederlandse Thesaurus van Auteursnamen: 072117486
- Réseau des bibliothèques de Suisse occidentale: 02-A012467605
- Système universitaire de documentation: 157781194
- Trove: 1069122
- Virtual International Authority File: 67199557
- WorldCat: E39PBJbttTWchBGHw4dtQVFBT3